# Autoroute A8 (Suisse)
Pour les articles homonymes, voir Autoroute A8.
L'autoroute A8 est un tronçon d'autoroute faisant partie du réseau autoroutier de Suisse qui relie le nœud autoroutier de Lucerne à la région alpestre bernoise des lac de Thoune et lac de Brienz, facilitant l'accès touristique aux stations de montagne ainsi qu'au Musée suisse de l'habitat rural, aux gorges de l'Aar et les chutes du Reichenbach. L'autoroute est d'une longueur de 87 km.
- A8 Hergiswil - Sarnen - Sachseln - Brünig - Brienzwiler - Interlaken - Spiez

## Ouvrages d'art
- Tunnel de Lungern (3 570 m)
- Tunnel de Sachseln (5 213 m)
- Tunnel de Giswil (1 630 m)
- Tunnel de Giessbach (3 340 m)